# Muhlenbergia quadridentata
Muhlenbergia quadridentata är en gräsart som först beskrevs av Carl Sigismund Kunth, och fick sitt nu gällande namn av Carl Bernhard von Trinius. Muhlenbergia quadridentata ingår i släktet muhlygräs, och familjen gräs. Inga underarter finns listade i Catalogue of Life.